# Eschtaol
Eschtaol (hebräisch אֶשְׁתָּאוֹל Eschta'ōl) ist ein Moschaw im Regionalverband Mateh Jehuda im Bezirk Jerusalem.

## Geschichte
Der Name des Moschaw bezieht sich auf die biblische Stätte Eschtaol, die sich in der Gegend befunden hat. Nach der Bibel hielt sich Samson „im Lager Dans zwischen Zora und Eschtaol“ (Ri 13,25 ) auf und soll dort in der Nähe begraben worden sein.
Die moderne Siedlung wurde ab 1949 von jemenitischen Juden errichtet. Der Moschaw sollte Teil eines Korridors von jüdischen Städten und Dörfern zwischen Jerusalem und Tel Aviv werden. Die ersten Siedler waren vor allem mit der Nutzbarmachung des Landes und der Aufforstung des Eschtaol-Waldes beschäftigt. Dabei wurden sie vom Jüdischen Nationalfonds unterstützt, der im Moschaw eine Baumschule errichtete. Später wurden auch Geflügelzucht und Landwirtschaft zu wichtigen Erwerbszweigen.